# Bionic Commando (игра, 1987)
Bionic Commando, японское название Совершенно секретно (яп. トップシークレット, Toppu Shīkuretto) — видеоигра-платформер в стиле экшн 1987 года, выпущенная компанией Capcom для аркадных автоматов. Позднее издана для ряда компьютерных платформ (портирована Software Creations, издана компанией Go!). В 1988 году Capcom выпустила игру с тем же названием для платформы Nintendo Entertainment System, но значительно отличающуюся от этой игры.
В США игру рекламировали как продолжение игры Commando: в рекламной брошюре главный герой игры носил имя Супер Джо (протагонист игры Commando); в версиях, выпущенных для Японии и других стран, это безымянный боец «спецотряда коммандос» В распоряжении этого спецназовца имеется бионическая рука, оснащённая выстреливающимся крюком-кошкой, позволяющим ему цепляться за различные поверхности и подтягиваться к ним (либо, наоборот, спускаться с них вниз). Благодаря этому игра оказалась одним из немногих платформеров, в которой протагонист не умеет прыгать: чтобы пересекать провалы и залезать на уступы, он использует руку-кошку (впоследствии такой способ передвижения был использован в других играх, например, Batman The Movie, Earthworm Jim, Tomb Raider).

## Сюжет
Действие игры происходит спустя десять лет после окончания мировой войны между двумя неизвестными сторонами. Игрок управляет действиями коммандо, который должен проникнуть на вражескую базу и сорвать попытку ракетной атаки. Главный герой должен пройти через четыре игровые зоны:
- Уровень 1: Лес
- Уровень 2: Вражеский форпост («Передовая»)
- Уровень 3: Подземная база («Проникновение»)
- Уровень 4: Финальная база

На Финальной базе герой должен остановить запуск ракеты и затем сразиться с последним «боссом», лидером вражеских сил, которого охраняют вооружённые телохранители.
В некоторых портах для домашних компьютеров между уровнями 3 и 4 имеется дополнительный уровень, на котором встречаются вражеские вертолёты.

## Игровой процесс
Игровой экран отображает вид сбоку. Уровни полу-линейны, выстроены в двух измерениях, наполнены врагами и прочими препятствиями; прохождение лабиринта платформ и уничтожение врагов ведётся при активном использовании руки-кошки — ей можно не только цепляться за поверхности, но и сталкивать врагов с платформ и собирать бонусы, сбрасываемые сверху на парашютах. В отличие от многих последующих игр с аналогичным способом перемещения, коммандо не может одновременно стрелять и использовать кошку, а также выстреливать кошку, находясь в воздухе.

## Версии для домашних компьютеров
| Иноязычные издания | Иноязычные издания |
| Издание            | Оценка             |
| ------------------ | ------------------ |
| CVG                | 9/10               |
| Sinclair User      | [ 8 ]              |
| ACE                | 838                |
| The Games Machine  | 91 %               |
| Награды            |                    |
| Издание            | Награда            |
| Crash              | Crash Smash        |

Портированные версии игры — для DOS, 8-битных компьютеров Amstrad CPC, Commodore 64 и ZX Spectrum и 16-битных компьютеров Amiga и Atari ST — обычно оценивались критиками как средние или выше среднего; особенно высоко оценена версия для ZX Spectrum, получившая рейтинги 9/10 и 92 % от изданий Your Sinclair и CRASH, соответственно.
Для платформы Commodore 64 изданы два различных порта: для США (Capcom) и для Великобритании (Software Creations). Британский вариант игры называли одним из лучших портов на компьютер, в то время как североамериканская версия оказалась слабой.
Эмулированная аркадная версия игры включена в сборник Capcom Classics Collection Vol. 1 для PlayStation 2 и Xbox и в Capcom Classics Collection Remixed для PlayStation Portable.

## Рекорды
Рекорд максимального количества в очков в игре Bionic Commando был установлен в октябре 2007 года Руди Чавесом из Лос-Анджелеса (2.251.090 очков).

## Музыка
Оригинальная музыка к игре была написана Хариму Фудзитой для микросхемы звукогенератора YM2151. Музыку для PAL-версии для Commodore 64 создана Тимом Фоллином.
Музыка в игре признана лучшим 8-битным саундтреком года в Golden Joystick Awards.